# 프란코 (래퍼)
프란코(Franco, 본명: 김동우, 1991년 10월 6일 ~ )는 대한민국의 래퍼이다. '프란코'라는 예명은 로마 가톨릭교회 세례명인 '프란치스코'를 줄인 것이다.
중학교를 중퇴한 이후에 대입검정고시에 합격했다. 한때는 음악 프로듀서로도 활동했고 2018년 1월에 싱글 앨범 《나르시스트》로 데뷔했다.